# Przesłanki postępowania cywilnego
Przesłanki postępowania cywilnego - warunki określone przez prawo, które muszą być spełnione, aby postępowanie cywilne mogło zostać wszczęte i przeprowadzone.
Przesłanki postępowania cywilnego rozpoznawczego dzielą się na procesowe (formalne) i merytoryczne (materialne).